# Norops lemniscatus
Norops lemniscatus är en ödleart som beskrevs av  George Albert Boulenger 1898. Norops lemniscatus ingår i släktet Norops och familjen Polychrotidae. IUCN kategoriserar arten globalt som otillräckligt studerad. Inga underarter finns listade i Catalogue of Life.